# Polypogon maritimus
Polypogon maritimus é uma espécie de planta com flor pertencente à família Poaceae. 
A autoridade científica da espécie é Willd., tendo sido publicada em Der Gesellsschaft Naturforschender Freunde zu Berlin, neue Schriften 3: 442. 1801.
O número cromossómico da fase esporofítica é 14.
O seu nome comum é rabo-de-zorra-macio-menor.

## Sinónimos
Tem os seguintes sinónimos:
- Polypogon maritimus var. longipes Boiss.
- Polypogon maritimus var. paniceus (L.) DC.
- Polypogon maritimus subsp. subspathaceus (Req.) Bonnier & Layens
- Polypogon maritimus var. subspathaceus (Req.) Parl.

## Portugal
Trata-se de uma espécie presente no território português, nomeadamente em Portugal Continental, no Arquipélago dos Açores e no Arquipélago da Madeira.
Em termos de naturalidade é nativa das três regiões atrás indicadas.

## Protecção
Não se encontra protegida por legislação portuguesa ou da Comunidade Europeia.